# Mètode Kumon
El mètode Kumon, va ser creat per l'educador japonés Toru Kumon, i és el sistema educatiu de matemàtiques i llengua més gran de tot el món. Fins al mes de març del 2007, més de 4 milions de nens estudiaven utilitzant el mètode Kumon en més de 26.000 centres Kumon en 45 països. A Amèrica, més de 240,000 estudiants estan estudiant en més de 1400 centres Kumon en països com Brasil, Canadà, Mèxic, i els Estats Units d'Amèrica.

## Els programes
Els estudiants no treballen com en una classe ordinària sinó segons el seu progrés dins del currículum al seu propi ritme, canviant de nivell quan ja han assolit el nivell anterior. Assolir un nivell implica a vegades repetir el mateix conjunt de fitxes fins que l'alumne adquireix una puntuació satisfactòria dins un període estipulat. Així l'alumne no es troba mai una fitxa que no pugui resoldre.
Una altra diferència és que Kumon es basa a fer poquets exercicis però diàriament, de manera que es reforci l'hàbit d'estudi, una de les claus del seu èxit.

## El currículum matemàtic del mètode Kumon[4]
Q Probabilitat, estadística, matrius i transformacions lineals.
P Integració i equacions diferencials.
O Progressions i càlcul diferencial.
N Vectors, corbes quadràtiques i successions.
M Trigonometria, rectes i geometria.
L Logaritmes i càlcul.
K Funcions quadràtica, algebraica, irracional i exponencial.
J Algebra advançada.
I Factorització, arrels quadrades, equacions de grau dos, el teorema de Pitàgores.
H Sistemes d'equacions lineals, inequacions, funcions i gràfics.
G Nombres enters i introducció a l'àlgebra.
F Les operacions de les fraccions, els decimals.
E Fraccions.
D Multiplicació per diverses xifres, divisió per diverses xifres, introducció a les fraccions.
C Multiplicació i divisió.
B Suma i resta vertical.
A Suma i resta horitzontal per nombres de diverses xifres.
2A Sumar nombres fins a 10, restar nombres fins a 9.
3A Sumar nombres fins a 5.
4A Llegir i escriure nombres fins a 220.
5A Dibuixar línies i fer trencaclosques numèrics fins a 50.
6A Comptar fins a 30.
7A Comptar fins a 10.

### Variació dels currículums en el món
El currículum de matemàtiques és el mateix a tot el món, el programa de llengües varia segons les regions. Per exempre, el programa de lectura xinès a Taiwan és diferent dels de Hong Kong i Singapur, i el d'anglès dels Estats Units d'Amèrica, Canadà, i les Filipines varia respecte al del Regne Unit. A més a més Kumon Korea té d'altres assignatures com ciència, cal·ligrafia, caràcters xinesos i coreans que no es poden estudiar en altres llocs.

## El logo de la cara que pensa
El logo de Kumon es coneix com la "Cara que pensa ", que es troba ficada en el seu disseny dins de la lletra "O." Aquesta "Cara que pensa " simbolitza no només la cara d'un nen sinó també la cara d'un adult.
El logo KUMON es projecta a si mateix com un símbol per a tots els que ens proposem reptes i evolucionem amb els anys mitjançant el raonament. El color de l'empresa KUMON és el blau cel que representa l'"intel·lecte humà", la "integritat" i la "serietat." També significa que Kumon és una organització global sota el cel blau que uneix a tot el món en un.

## Referències

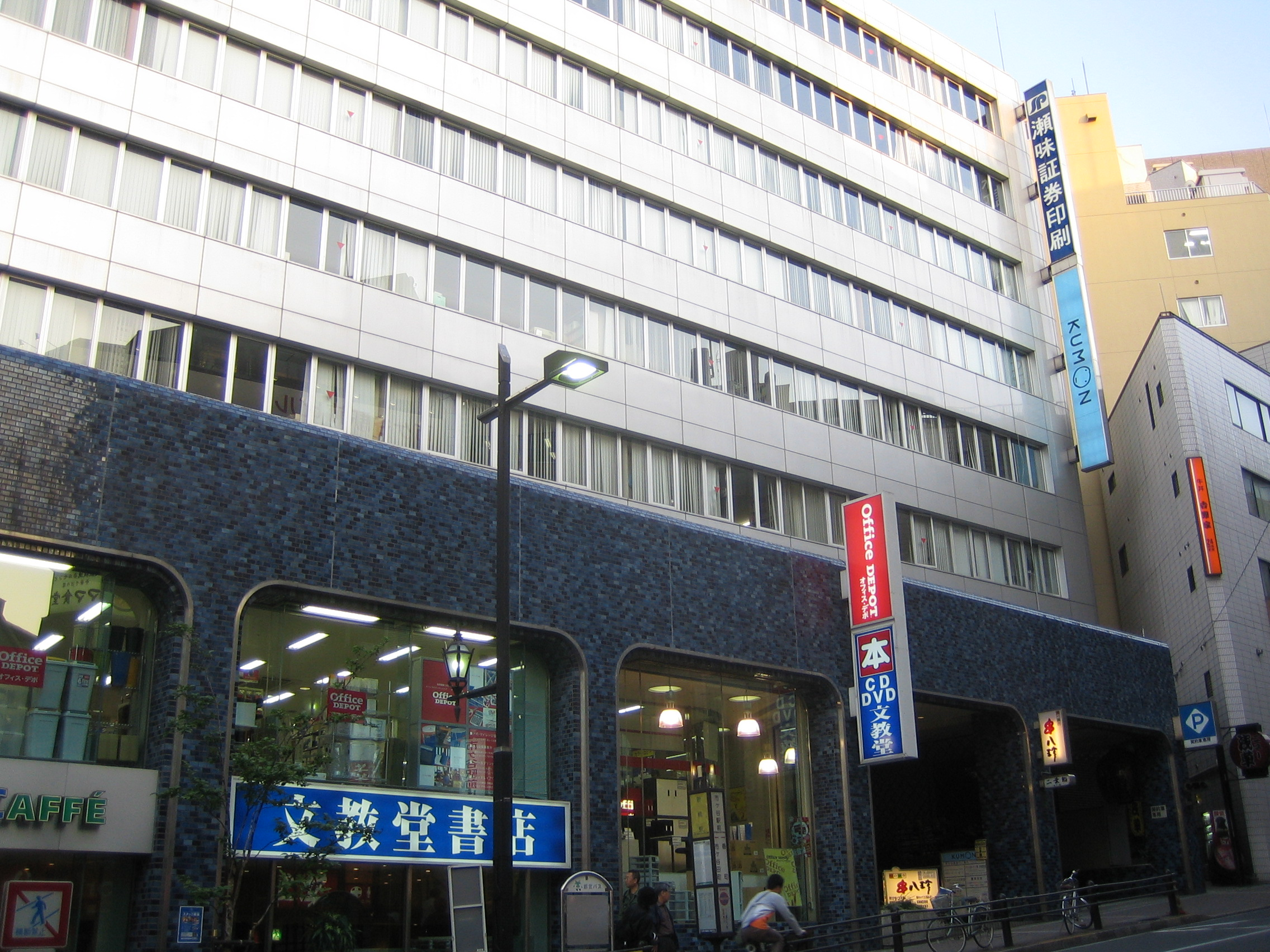
Tokyo head office, Japan